# کلاسیک‌گرایی نوردیک
کلاسیک‌گرایی نوردیک (انگلیسی: Nordic Classicism) سبکی از معماری بود که به طور خلاصه بین سال‌های ۱۹۱۰ تا ۱۹۳۰ در کشورهای نوردیک (سوئد، دانمارک، نروژ و فنلاند) شکوفا شد. این سبک در سوئد با نام معماری سوئدی گریس (Swedish Grace) نیز شناخته می‌شد.

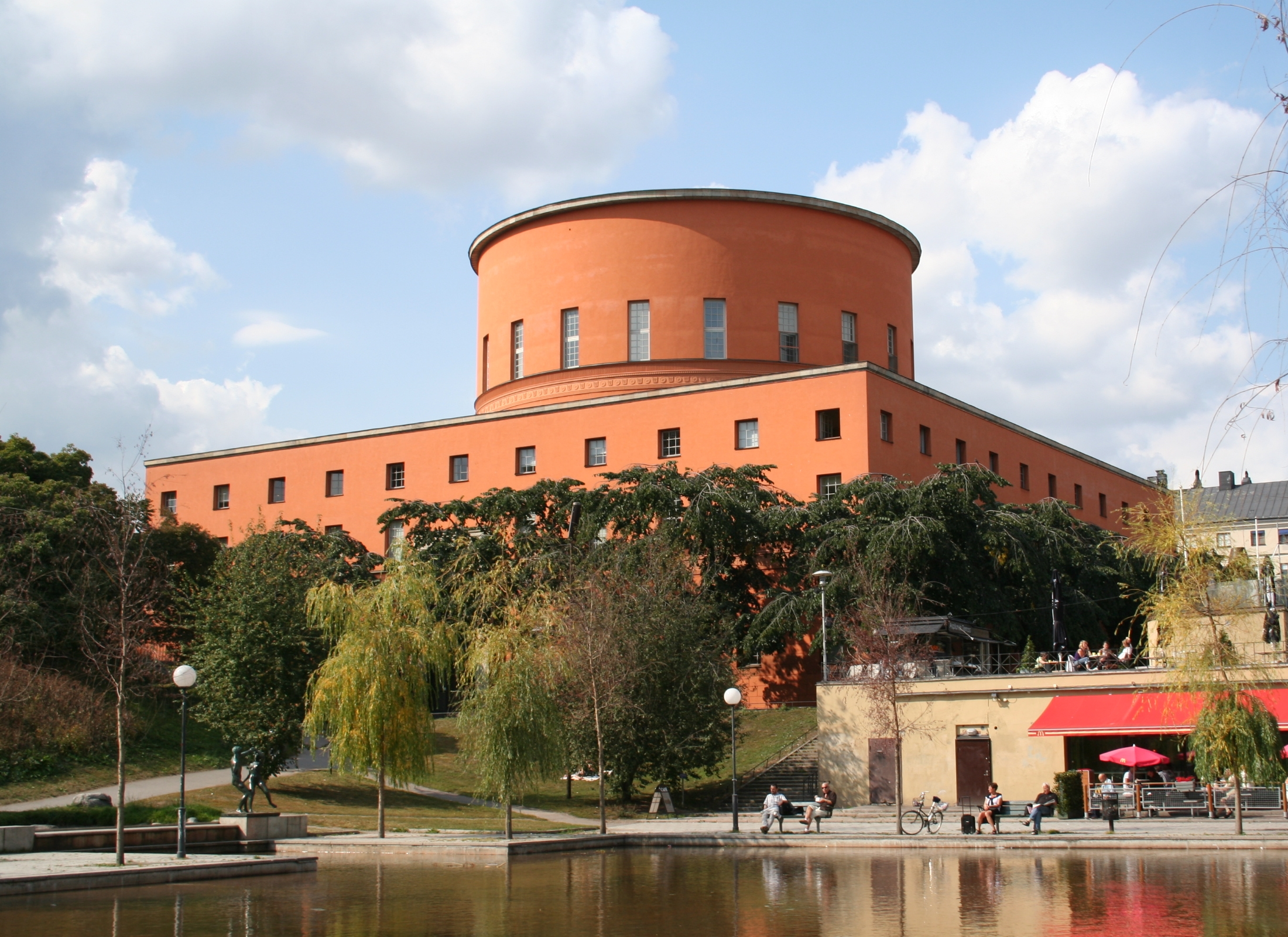
کتابخانه عمومی استکهلم (۱۹۲۰–۱۹۲۸) اثر گونار آسپلوند.